# Minipera pedunculata
Minipera pedunculata is een zakpijpensoort uit de familie van de Molgulidae. De wetenschappelijke naam van de soort wers in 1974 voor het eerst geldig gepubliceerd door Claude en Françoise Monniot.